# Онуфрійчук Федір Федорович
Федір Онуфрійчук (17 лютого 1908, село Дубечне, Крименська волость Волинської губернії, нині Старовижівський район — 1 травня 1989, Вінніпег, Канада) — український садовод, парковий архітектор.

## Твори
- Світ рослин у творах Т. Шевченка / передм. Ю. Мулик-Луцик. — Йорктон: Redeemer's Voice press, 1961. — 52 с.: іл.
- Душа й рослини в давніх релігіях; передм. Ю. Мулик-Луцик. — Йорктон: [б.в.], 1966. — 64 с.: іл
- Складні процеси життя рослин — Вінніпеґ, Манітоба: Ukrainian Trading, 1955. — 62 с.: іл
- Хатні рослини: світлини Міністерства хліборобства в Оттаві. — Вінніпег: [б.в.], 1957. — 48 c.: іл.

- За православну козацьку Україну. — 2. вид. — Вінніпеґ: [б.в.], 1987. — 60 c.: іл. — (Інститут дослідів Волині ; ч.63)
- Музейна збірка українських народних скарбів. — Yorkton, Saskatchewan: Redeemer's Voice press, 1981. — 58 с.: іл.
- Митрополит Андрей в служінню Богові, Українській Православній Церкві і українському народові. — Вінніпеґ, Манітоба: [б.в.], 1983. — 200 с.: іл.